# Olszewo (gmina Rybno)
Olszewo – osada leśna (leśniczówka) w Polsce położona w województwie warmińsko-mazurskim, w powiecie działdowskim, w gminie Rybno.
W latach 1975–1998 miejscowość należała administracyjnie do województwa ciechanowskiego.